# Cirés
Cirés (francès Cirès) és un municipi del Luixonès, a Gascunya, situat al departament de l'Alta Garona i a la regió d'Occitània.